# Фрезерна група верстатів

Горизонтально-фрезерний верстат (1 — фундаментна плита, 2 — станина, 3 — консоль, 4 — салазки, 5 — стіл, 6 — хобот, 7 — оправка з фрезою)

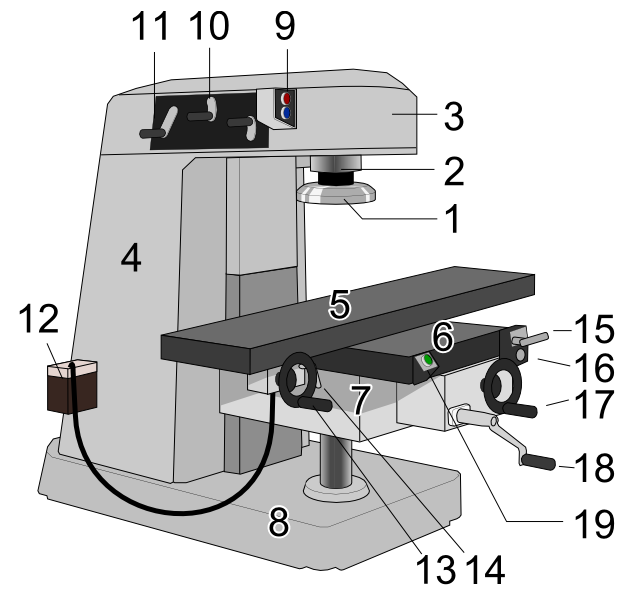
Вертикально-фрезерний верстат (1 — фреза, 2 — шпиндель, 3 — хобот, 4 — станина, 5 — стіл, 6 — салазки, 7 — консоль, 8 — фундаментна плита)

Фре́зерний верста́т — металообробний верстат, призначений для обробки фрезою плоских і фасонних поверхонь, тіл обертання, зубчастих коліс та інших заготовок. Деталь, закріплена на столі, робить поступальний рух (криволінійний або прямолінійний), при цьому фреза робить обертовий рух. Керування металорізальним верстатом здійснюється вручну, механічно або автоматично за допомогою системи ЧПК.

## Історія
Найстарішими відомими фрезерними верстатами є зуборізні. В цих верстатах уже на початку 18 століття існувало два важливих вузли: ділильний пристрій та зуборізцеве пристосування. Кожен з цих вузлів до 18 століття розвивався окремо, а потім вони поєдналися в одній конструкції. Найстаріша ділильна шайба, виготовлена в 1564, до другої світової війни зберігалася в Дрезденському фізико-математичному салоні. Вона мала концентричні кола, поділені на кілька частин, а також отвори для насадки на штир для зручності розмітки заготовки. Перший пристрій для механізації процесу розмітки зубців та їх нарізання було описано французьким інженером-приладистом Ніколя Біоном у 1709 під назвою «пристрій для поділу та нарізання коліс і шестерень для годинників, або платформа для годинникарів».
У 1721 російський винахідник Андрій Наратов виготовив зубофрезерний верстат великого розміру, що призначався для нарізання зубчастих коліс для будь-яких машин, у тому числі для токарних верстатів. Хоча існують дані про копіювання Наратовим конструкції верстата Біона, заслугою Наратова вважається те, що він уперше застосував нову конструкцію механізму до верстата для виготовлення зубчастих коліс будь-яких машин, а не лише годинників.
Офіційною датою винайдення фрезерного верстат є 1818. Американський винахідник і промисловець Елі Вітні створив і запатентував свій винахід на новий тип металорізального верстата для спрощення роботи, а також підвищення якості і точність обробки металу під час виробництва рушниць у Вітневіллі поблизу Нью-Гейвена (США). Ця машина зберігається у Мезонській механічній лабораторії (Mechanical Engineering Museum) у Єлі. Попри те, що даний верстат мав грубий зовнішній вигляд і дерев'яні частини, від яких в Англії та Росії на металорізальних верстатах рушничних заводів у той час вже відмовилися, він пропрацював більше ста років і був списаний лише онуками Вітні.
В 1848 американський інженер Фредерік Хоф (англ. Frederick. W. Howe) розробив і виготовив для підприємства Robbins & Lawrence перший універсальний копіювальний фрезерний верстат. У середині 19 століття почали серійно будувати вертикальні фрезерні верстаті. В музеї Conservatoire National des Arts et Metiers de París у Парижі зберігається вертикальний фрезерний верстат побудований в 1857 році.
Перший універсальний фрезерний верстат, який мав у своєму складі ділильну головку, що дозволяла виготовлення прямих та спіралеподібних зубчатих механізмів, був виготовлений для компанії Brown & Sharpe у 1853 за ініціативою Frederick W. Howe. Цей верстат був представлений на універсальній виставці у Парижі в 1867.
Фрезерний верстат широко використовується і в сучасному машинобудуванні.

## Основні типи фрезерних верстатів
Фрезерні верстати поділяють на 6 видів:
- універсально-фрезерний верстат,
- горизонтально-фрезерний верстат,
- широкоуніверсальний фрезерний верстат,
- вертикальний консольно-фрезерний верстат,
- вертикально- і горизонтально-фрезерний безконсольний верстат,
- поздовжно-фрезерний верстат.

Універсально-фрезерний верстат — це металорізальний верстат із горизонтальним розташуванням шпинделя, призначений для роботи з різними типами фрез. Цей фрезерний верстат використовується для обробки вертикальних і горизонтальних фасонних і гвинтових поверхонь, пазів і кутів. У горизонтальній площині верстат має поворотний стіл, що дозволяє фрезерувати гвинтові канавки.

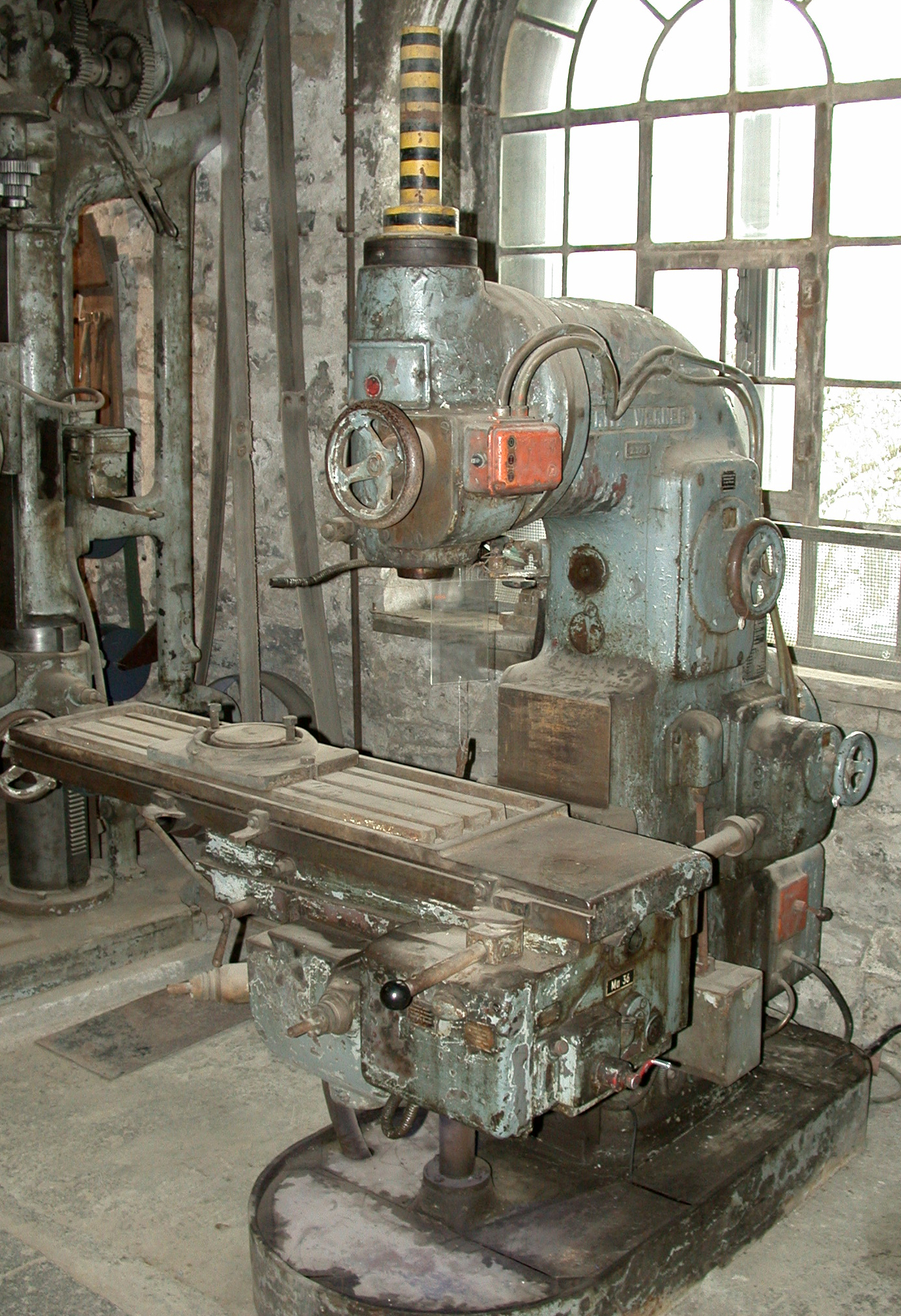
Старий вертикально фрезерний верстат

Горизонтально-фрезерний верстат відрізняється від універсально-фрезерного відсутністю поворотного механізму.
Широкоуніверсальний фрезерний верстат — це металорізальний верстат, який має додаткову шпиндельну головку. Її можна повертати під будь-яким кутом у двох взаємно перпендикулярних площинах. Для більшої ефективності на поворотній головці монтують накладну фрезерну головку. З її допомогою можна обробляти на верстаті деталі складної форми не лише фрезеруванням, але і свердлінням, зенкеруванням, розточуванням і т. д.
Вертикальний консольно-фрезерний верстат — металорізальний верстат з вертикально розташованим шпинделем. У деяких моделях верстатів допускається зсув уздовж своєї осі й поворот навколо горизонтальної осі, розширюючи тим самим технологічні можливості верстата.
Вертикально- і горизонтально-фрезерний безконсольний верстат призначений для обробки різних поверхонь, а також пазів у великогабаритних деталях. У цих верстатах відсутня консоль, а полози та стіл переміщаються по напрямних станини, встановлених на фундамент.
Поздовжньо-фрезерний верстат — металорізальний верстат, який використовується для обробки великогабаритних заготовок. Обробка здійснюється, головним чином, торцевою фрезою, також є можливість обробки циліндричними, кінцевими, дисковими та фасонними фрезами.

## Система позначень
За прийнятою класифікацією фрезерні верстати відносять до шостої групи, але частина фрезерних верстатів входить й у п'яту групу — зубо- і різьбообробних верстатів. Кожен верстат має свій шифр, який складається з цифр і букв: перша цифра позначає групу верстата, друга — його тип:
1 — консольні вертикально-фрезерні,
2 — безперервної дії,
3 — одностійкові поздовжно-фрезерні,
4 — копіювальні та гравірувальні,
5 — вертикальні безконсольні (із хрестовим столом),
6 — поздовжньо-фрезерні,
7 — широкоуніверсальні,
8 — консольні, горизонтальні,
9 — різні.
Третя та четверта цифри позначають один з характерних розмірів верстата. Якщо буква розташована між першою та другою цифрами, то це означає, що конструкція верстата модифікована. Наприклад, універсальний консольно-фрезерний верстат протягом багатьох років вдосконалювався, тому змінювався шифр його позначення: 682, 6Н82, 6М82, 6Р82, 6Т82 та 6Р82Ш.
Коли буква розташована наприкінці номера верстата, те це означає наступне:
- конструктивну модифікацію основної моделі, наприклад, 6Р82М — верстат горизонтально-фрезерний; 6Р12Б — швидкохідна модель, 6Р82Ш — широкоуніверсальний;
- різне виконання верстатів по класах точності: Н — нормальної точності, П — підвищеної, В — високої, А — особливо високої і С — верстати особливо точні;
- різні виконання по використовуваних системах керування верстатами.

Фрезерні верстати із програмним управлінням можуть бути додатково оснащені механізмами автоматичної зміни інструментів. Якщо цей механізм виконаний у вигляді револьверного барабана, у позначенні моделі верстата після цифр ставиться буква Р (наприклад, 6Р13РФ3), якщо ж він виконаний у вигляді інструментального магазина — буква М (наприклад, 6Т13МФ4).
В окремих випадках після основного позначення моделі через дефіс (риску) ставляться одна або дві цифри, які вказують на те, що заводом-виготовлювачем внесені зміни в базову модель, пов'язані в основному із приводами подач або із системами керування. У чому складаються ці зміни, вказується в паспорті верстата.

## Устрій верстатів фрезерної групи
Найпоширенішими типами фрезерних верстатів є широкоуніверсальні, горизонтальні, вертикальні та універсальні верстати.
На консольних горизонтально-фрезерних та універсально-фрезерних верстатах можна проводити обробку горизонтальних та вертикальних плоских поверхонь, пазів, кутів, рамок, зубчастих коліс та ін. Універсальні верстати, які мають поворотний стіл, можна використовувати для фрезерування різних гвинтових поверхонь. Технологічні можливості цих верстатів розширюються із застосуванням ділильних, довбальних, накладних універсальних головок та інших пристосувань.
У горизонтально-фрезерних верстатів розташування шпинделя горизонтальне, у вертикально-фрезерних — вертикальне. Консольно-фрезерні універсальні верстати відрізняються від горизонтально-фрезерних наявністю конструкції, яка забезпечує поворот стола щодо вертикальної осі. Широкоуніверсальні фрезерні верстати від універсальних відрізняються наявністю на станині спеціального хобота, на якому встановлена додаткова головка зі шпинделем.
Деталі та вузли фрезерних верстатів широко уніфіковані.

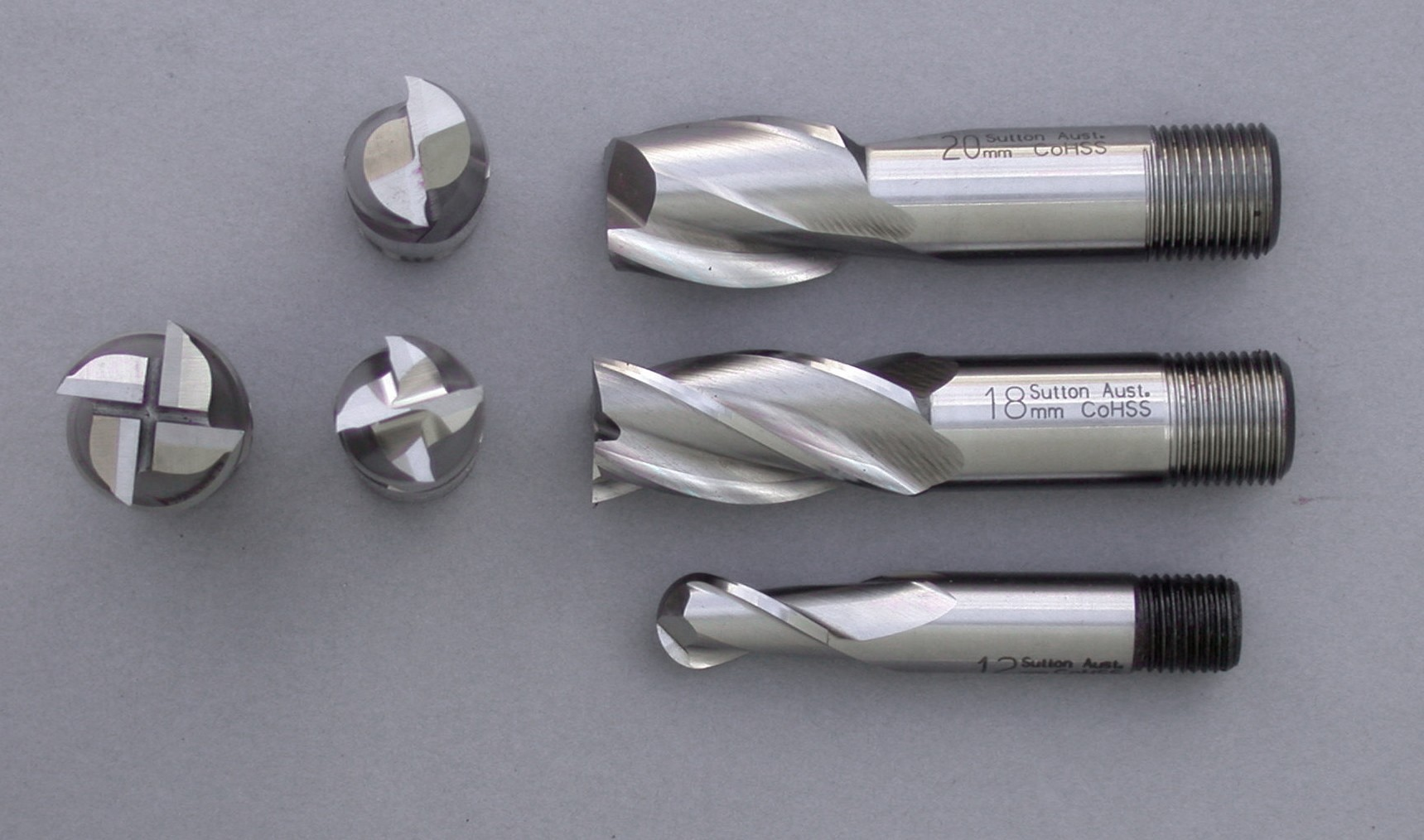
Металорізальний інструмент фрезерної групи верстатів. Кінцеві фрези

## Інструмент
Основним інструментом, що використовується при обробці матеріалів на верстатах фрезерної групи є фрези різноманітних конструкцій.